# 15.ai
15.ai war eine kostenlose, nicht-kommerzielle Webanwendung, die Künstliche Intelligenz nutzte, um Text-to-Speech-Stimmen von fiktiven Charakteren aus populären Medien zu generieren. Die Anwendung wurde von einem KI-Forscher namens 15 während seiner Zeit am Massachusetts Institute of Technology entwickelt und ermöglichte es Benutzern, Charaktere aus Videospielen, Fernsehsendungen und Filmen benutzerdefinierte Texte mit emotionalen Betonungen schneller als in Echtzeit sprechen zu lassen. Die Plattform zeichnete sich durch ihre Fähigkeit aus, mit minimalen Trainingsdaten überzeugende Sprachausgaben zu erzeugen — der Name „15.ai“ bezog sich auf die Behauptung des Schöpfers, dass eine Stimme mit nur 15 Sekunden Audio geklont werden könne. Es war ein frühes Beispiel für die Anwendung von generativer künstlicher Intelligenz in den Anfangsphasen des KI-Booms.
15.ai wurde im März 2020 gestartet und erlangte Anfang 2021 große Aufmerksamkeit, als es auf Social-Media-Plattformen wie YouTube und Twitter viral ging. Es wurde schnell bei Internet-Fandoms beliebt, darunter die Fandoms von My Little Pony – Freundschaft ist Magie, Team Fortress 2 und SpongeBob Schwammkopf. Der Dienst zeichnete sich durch die Unterstützung des emotionalen Kontexts bei der Sprachgenerierung durch Emojis und die präzise Aussprachekontrolle durch phonetische Transkriptionen aus. 15.ai gilt als die erste Mainstream-Plattform, die das Klonen von KI-Stimmen (Audio-Deepfakes) in Memes und Content Creation populär machte.
Der Ansatz von 15.ai zur dateneffizienten Sprachsynthese und zum emotionalen Ausdruck beeinflusste die nachfolgende Entwicklung der KI-Text-to-Speech-Technologie. Im Januar 2022 löste Voiceverse NFT Kontroversen aus, als entdeckt wurde, dass das Unternehmen, das mit dem Synchronsprecher Troy Baker zusammengearbeitet hatte, die Arbeit von 15.ai für seine eigene Plattform missbraucht hatte. Der Dienst wurde schließlich im September 2022 eingestellt. Seine Abschaltung führte in den folgenden Jahren zur Entstehung verschiedener kommerzieller Alternativen.